# 4924 Hiltner
4924 Hiltner је астероид главног астероидног појаса чија средња удаљеност од Сунца износи 2,153 астрономских јединица (АЈ).
Апсолутна магнитуда астероида је 15,3.